# Maskot
En maskot er en figur eller ting som bruges for at repræsentere, eller markere et tilhørsforhold til en gruppe, som deler samme identitet eller holdning, f.eks. en klub, et universitet eller et firma. Det er ofte – men langt fra altid – et dyr eller en menneskefigur.
Det er usikkert, hvor ideen om maskotter stammer fra, men man ved, at f.eks. soldater under 1. verdenskrig ofte havde en lille figur med sig. Deres personlige figur (maskot), skulle bringe dem lykke og held.